# Mesochorus monomaculatus
Mesochorus monomaculatus là một loài tò vò trong họ Ichneumonidae.